# Boké (region)
Boke Region (franska: Boké) är en region i Guinea. Den ligger i den västra delen av landet, 180 km norr om huvudstaden Conakry. Antalet invånare är 1 081 445. Arean är 31 186 kvadratkilometer. Boke Region gränsar till Labé Region och Kindia Region. 
Terrängen i Boke Region är varierad.
Boke Region delas in i:
- Koundara Prefecture
- Gaoual Prefecture
- Fria
- Boke Prefecture
- Boffa